# Andrzej Giryński
Andrzej Giryński – polski pedagog, doktor habilitowany nauk humanistycznych.

## Życiorys
W 1969 r. ukończył studia pedagogiczne na Uniwersytecie Warszawskim, w 1977 r. obronił pracę doktorską, w 1992 r. habilitował się na podstawie pracy zatytułowanej Zachowanie prospołeczne młodzieży lekko upośledzonej umysłowo. Przejawy - uwarunkowania - kształtowanie.
Został pracownikiem naukowym na Akademii Pedagogiki Specjalnej im. Marii Grzegorzewskiej i w Wyższej Szkole Pedagogicznej TWP w Warszawie.